# 9 Cephei
9 Cephei (9 Cep / HD 206165 / HR 8279) es una estrella variable de magnitud aparente media +4,79 en la constelación de Cefeo.
Es una estrella lejana distante 2700 años luz del sistema solar y miembro de la Asociación estelar Cepheus OB2, a la cual también pertenece la supergigante ν Cephei.
9 Cephei es una supergigante azul de tipo espectral B2Ib con una temperatura efectiva de 19.300 K.
Enormemente luminosa, radia 129.000 veces más energía que el Sol —superando a Deneb (α Cygni) o la citada ν Cephei— y tiene un diámetro 32 veces más grande que el del Sol. Gira sobre sí misma con una velocidad de rotación proyectada de 45 ± 7 km/s.
Es una estrella masiva, siendo su masa aproximadamente 12 veces mayor que la masa solar y pierde masa estelar a razón de 2,7 x 10-7 masas solares cada año.
9 Cephei es una variable Alfa Cygni —clase de variables que experimentan pulsaciones no radiales en su superficie—, siendo una de las más brillantes de esta clase. Su brillo oscila 0,09 magnitudes sin que exista un período conocido.
Por ello recibe la denominación, en cuanto a estrella variable, de V337 Cephei.